# Hans Borowik
Hans Borowik (* 22. Mai 1887 in Charlottenburg; † 24. Juli 1961 in Basel) war ein deutscher Autor und Sportfunktionär.

## Leben
1905 wurde in Berlin zum zweiten Mal nach 1898 der Deutsche Marathonlauf über 40 Kilometer ausgetragen, heute werden diese Läufe als deutsche Meisterschaften betrachtet. Am 9. April 1905 siegte Robert Petermann vor Hermann Müller vom SC Teutonia 99 Berlin und Hans Borowik vom SC Charlottenburg. 1908 nahm Borowik seine Tätigkeit als Privatsekretär von Carl Diem auf, mit dem ihn danach eine lebenslange Freundschaft verband. Er wurde am 14. März 1910 zum ersten Geschäftsführer der Deutschen Sport-Behörde für Athletik berufen und übte diese Tätigkeit bis 1911 nebenamtlich aus. Später war Borowik Sekretär beim Deutschen Sportbund.
Von 1913 bis 1921 war Borowik in den Vereinigten Staaten. Nach seiner Rückkehr wurde er Schriftleiter beim täglich erscheinenden Berliner Sportblatt. In den 1920er Jahren war Borowik in Berlin auch einer der ersten Rundfunksprecher. Borowik nahm von 1908 bis 1936 als Journalist an den Olympischen Sommerspielen teil.
Borowik veröffentlichte zwischen 1923 und 1956 zahlreiche Sportsachbücher, insbesondere erschienen anlässlich der Olympischen Spiele 1936 mehrere Publikationen. Ein großer Teil seines Archivs verbrannte während des Zweiten Weltkriegs. Sein nach dem Krieg neu aufgebautes Archiv wurde nach seinem Tod von seinen Schwestern an die Deutsche Sporthochschule Köln verkauft.

## Veröffentlichungen
Die Liste beruht auf dem Eintrag in der Deutschen National-Bibliothek.
- Die Berliner Hallensportfeste, ihre Entstehung und Geschichte. Fischer-Druck, Berlin 1923
- Waldlauf. Entstehung u. Geschichte. Fischer-Druck, Berlin 1924
- Geschichte der deutschen Leichtathletik; Von den ersten Anfängen bis zur Gegenwart. G. Hackebeil, Berlin 1926
- Wer sind die Leichtathleten? Pressestelle d. 11. Olympiade, Belin 1936
- Wer ist's bei den Olympischen Spielen 1936? Reichssportverlag, Berlin 1936
- Olympische Rekordsieger. Köbner & Co, Altona 1936
- Olympia-Kämpfer in Wort und Bild. E. Wernitz & Co, Berlin 1936
- Alle Olympiaden in einem Band. E. Wernitz & Co, Berlin 1936
- 300 Rennfahrer in einem Band. Deutscher Schriftenverlag, Berlin 1937
- Olympiakämpfer 1940. Limpert, Berlin 1939
- Trainer Tom. Sportdienst-Verlag, Köln 1948 (über den Trainer Tom Barden)
- Weltsport-Lexikon. Neue Westdeutsche Verlagsgesellschaft, Essen 1956